# Britta Oppelt
Britta Oppelt (ur. 5 lipca 1978 w Berlinie) – niemiecka wioślarka.

## Osiągnięcia
- Mistrzostwa świata – Sewilla 2002 – dwójka podwójna – 5. miejsce[2].
- Mistrzostwa świata – Mediolan 2003 – dwójka podwójna – 2. miejsce[2].
- Igrzyska Olimpijskie – Ateny 2004 – dwójka podwójna – 2. miejsce[2].
- Mistrzostwa świata – Eton 2006 – dwójka podwójna – 2. miejsce[2].
- Mistrzostwa świata – Monachium 2007 – czwórka podwójna – 2. miejsce[2].
- Igrzyska Olimpijskie – Pekin 2008 – czwórka podwójna – 3. miejsce[2].
- Mistrzostwa Europy – Montemor-o-Velho 2010 – czwórka podwójna – 2. miejsce[2].
- Mistrzostwa świata – Bled 2011 – czwórka podwójna – 1. miejsce[2].